# SPAS-12
De SPAS-12 (Special Purpose Automatic Shotgun 12 en later Sporting Purpose Automatic Shotgun 12) is een hagelgeweer gemaakt door Franchi van 1979 tot 2000. Het was origineel bedoeld als een wapen voor recreatieve doeleinden maar wordt tegenwoordig ook voor militaire doeleinden gebruikt.

## Kenmerken
- Het wapen kan zowel semi-automatisch gebruikt worden als pomp-actie.
- Het wapen is relatief zwaar, waardoor de terugslag minder is.
- Het wapen heeft vele knoppen door zijn duomode.
- De bekendere SPAS-12 modellen hebben, zoals in de twee hieronder beschreven films, een metalen plooibare kolf (foto is met vaste kolf) met verstelbare haak. Enerzijds om het te dragen, anderzijds om te vuren met 1 arm of hand.
- Uitgerust met 2 veiligheden. De oudere draaiknop kon vuren door enkel de knop om te draaien. Vanwege de veiligheid werd deze later vervangen door een drukknop. Degene die toch in omloop waren met draaiknop werden indertijd teruggeroepen door Franchi om deze eveneens uit te rusten met een drukknop. Indien nog steeds eentje is uitgerust met een draaiknop kan het beste enkel de "quick action safety" gebruikt worden, die zich aan de trekker bevindt.
- Heeft in de semi-auto-mode zwaardere munitie nodig om haperingen te voorkomen.

## Bekendheid
- Dit vuurwapen werd in eerste instantie enorm populair door de film The Terminator uit 1984; veel Amerikanen dachten zelfs dat het een "Hollywood" wapen was.
- De SPAS-12 bereikte ongetwijfeld zijn hoogtepunt door de film Jurassic Park uit 1993. De bekendste scène met de SPAS-12 is wanneer een van de bewakers Robert Muldoon (Bob Peck) dekking wil geven aan Dr. Ellie Sattler (Laura Dern) tegen een aanval van een Velociraptor, maar er blijkt een tweede in de buurt te zitten waarop de acteur zegt: "Clever girl".

## Gebruikers
Lijst van landen waar de SPAS-12 voor militaire doeleinden wordt gebruikt:
- Oostenrijk: Anti-terrorist Special Forces EKO Cobra
- Bangladesh: Special Security Force
- Indonesië: Komando Pasukan Katak (Special Forces)
- Maleisië: Malaysian Special Operations Force (Special Forces)
- Verenigde Staten: Verscheidene S.W.A.T.-teams